# Höfner 500/1

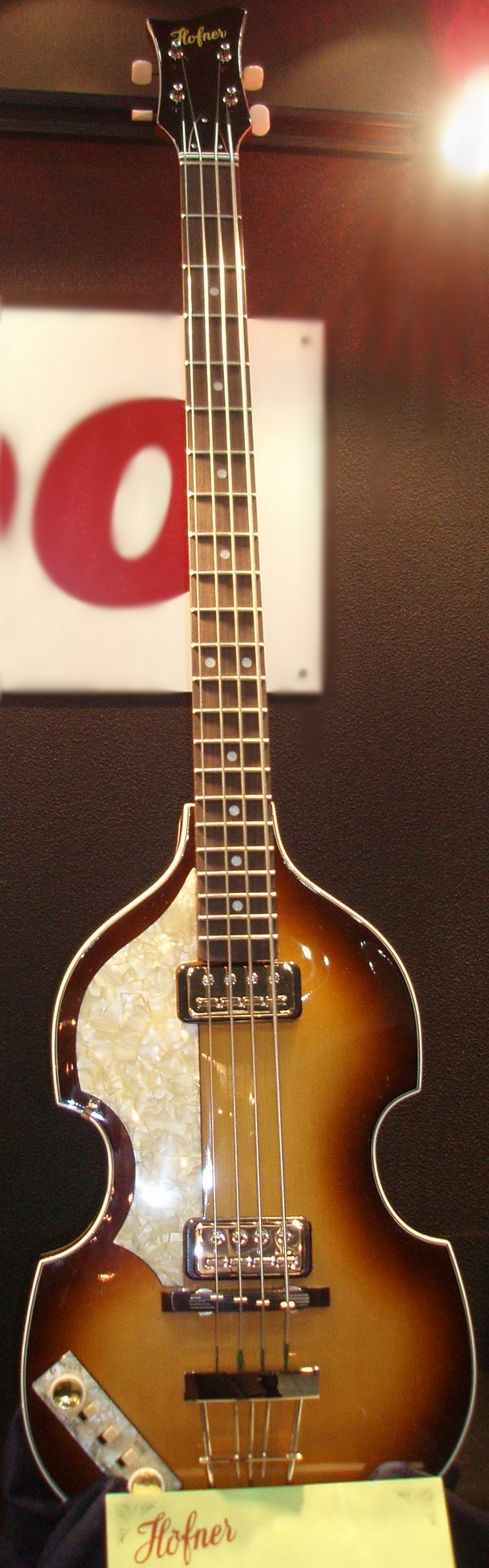
Höfner 500/1 Vintage '62 World History LH

Höfner 500/1 (nazywany także „Cavern Bass“ i „Beatle Bass“) – gitara basowa typu hollow body produkowana od 1955 roku przez niemiecką firmę Höfner. Popularność zdobyła w latach 60. XX w. jako gitara Paula McCartneya z zespołu The Beatles.

## Historia
W 1956 roku, Walter Höfner zaprojektował Höfnera 500/1 – wzmacnianą elektrycznie gitarę elektryczno-akustyczną – lekką, łatwą do grania oraz mającą głęboką, ciepłą, podobną do kontrabasu barwę dźwięku. 
W 1961 roku, w sklepie muzycznym w Hamburgu model 500/1 zakupił Paul McCartney. Wybrał on tę gitarę z powodu symetrii jej kształtu, a przez to łatwości przekształcenia w gitarę dla leworęcznych. Używał tego modelu do roku 1965, a ponownie zagrał na niej podczas koncertu na dachu wytwórni Apple Records oraz przy nagrywaniu albumu Let It Be.